# Чемпионат России по лёгкой атлетике в помещении 2017
Чемпионат России по лёгкой атлетике в помещении 2017 года прошёл 19—21 февраля в Москве в манеже ЛФК «ЦСКА». Соревнования являлись 10-м, финальным, этапом серии турниров «Зимний Гран-при». На протяжении 3 дней были разыграны 24 комплекта медалей.
В январе 2017 года Всероссийская федерация лёгкой атлетики по указанию Министерства спорта исключила из программы чемпионата бег на 5000 метров, в котором определялись зимние чемпионы страны с 2007 года. Аналогичная участь коснулась и бега на 200 метров, в то время, как эстафета 4×200 метров вернулась после четырёх лет отсутствия. Таким образом, в 2017 году на национальном первенстве проводились соревнования только в 24 дисциплинах — минимальном количестве за всю историю турнира. Незадолго до старта турнира дистанции 200 и 5000 метров были включены в расписание турнира, но звание чемпионов страны в них не разыгрывалось: спортсмены участвовали в этих дисциплинах во «Всероссийских соревнованиях».
В связи с отстранением сборной России от международных соревнований из-за допингового скандала, второй год подряд на чемпионате России не проходил отбор на международные старты (чемпионат Европы в помещении). Официально об этом стало известно 1 декабря 2016 года, когда Совет ИААФ оставил в силе дисквалификацию ВФЛА.
Зимой 2017 года также были проведены чемпионаты России в отдельных дисциплинах лёгкой атлетики:
- 21 января — чемпионат России по бегу на 1 милю в помещении (Оренбург)
- 15—17 февраля — чемпионат России по многоборьям в помещении (Смоленск)

## Медалисты

### Мужчины
| Дисциплина       | Золото                                                                                           | Золото  | Серебро                                                                                  | Серебро | Бронза                                                                           | Бронза  |
| ---------------- | ------------------------------------------------------------------------------------------------ | ------- | ---------------------------------------------------------------------------------------- | ------- | -------------------------------------------------------------------------------- | ------- |
| 60 м             | Руслан Перестюк Краснодарский край                                                               | 6,66    | Дмитрий Лопин Краснодарский край                                                         | 6,72    | Игорь Образцов Ульяновская область                                               | 6,73    |
| 400 м            | Тимофей Чалый Красноярский край Московская область                                               | 47,35   | Артём Денмухаметов Свердловская область Челябинская область                              | 47,39   | Павел Савин Тюменская область                                                    | 47,67   |
| 800 м            | Константин Холмогоров Москва Пермский край                                                       | 1.47,56 | Николай Вербицкий Бурятия                                                                | 1.48,22 | Алексей Бутранов Московская область                                              | 1.48,55 |
| 1500 м           | Владимир Никитин Москва Пермский край                                                            | 3.39,51 | Алексей Попов Воронежская область                                                        | 3.43,64 | Владимир Попов Чувашия Оренбургская область                                      | 3.44,17 |
| 3000 м           | Владимир Никитин Москва Пермский край                                                            | 7.54,75 | Анатолий Рыбаков Кемеровская область                                                     | 7.58,32 | Алексей Попов Воронежская область                                                | 7.58,95 |
| 60 м с барьерами | Константин Шабанов Москва Псковская область                                                      | 7,67    | Филипп Шабанов Москва Псковская область                                                  | 7,88    | Алексей Дрёмин Челябинская область Алтайский край                                | 7,95    |
| Прыжок в высоту  | Иван Ухов Москва Мордовия                                                                        | 2,32 м  | Данил Лысенко Московская область Башкортостан                                            | 2,30 м  | Никита Анищенков Москва Челябинская область                                      | 2,30 м  |
| Прыжок с шестом  | Георгий Горохов Москва Брянская область                                                          | 5,70 м  | Иван Гертлейн Москва                                                                     | 5,60 м  | Дмитрий Желябин Москва                                                           | 5,50 м  |
| Прыжок в длину   | Артём Примак Краснодарский край Хабаровский край                                                 | 8,21 м  | Фёдор Кисельков Московская область Приморский край                                       | 8,11 м  | Максим Колесников Москва Санкт-Петербург                                         | 8,01 м  |
| Тройной прыжок   | Люкман Адамс Москва Санкт-Петербург                                                              | 17,20 м | Дмитрий Чижиков Москва Санкт-Петербург                                                   | 16,95 м | Александр Юрченко Самарская область                                              | 16,55 м |
| Толкание ядра    | Максим Афонин Москва Саха−Якутия                                                                 | 21,09 м | Александр Лесной Краснодарский край                                                      | 20,80 м | Константин Лядусов Москва Ростовская область                                     | 19,88 м |
| Эстафета 4×200 м | Санкт-Петербург · Константин Петряшов · Максим Рафилович · Дмитрий Шкуропатов · Андрей Кухаренко | 1.24,74 | Москва · Антон Новиков · Александр Скоробогатько · Роман Смирнов · Вячеслав Колесниченко | 1.24,85 | Тюменская область · Павел Савин · Виктор Колос · Роман Созонов · Максим Файзулин | 1.25,52 |

### Женщины
| Дисциплина       | Золото                                                                                    | Золото  | Серебро                                                                       | Серебро | Бронза                                                                                            | Бронза  |
| ---------------- | ----------------------------------------------------------------------------------------- | ------- | ----------------------------------------------------------------------------- | ------- | ------------------------------------------------------------------------------------------------- | ------- |
| 60 м             | Виктория Вручинская Москва                                                                | 7,40    | Кристина Хорошева Пензенская область Тульская область                         | 7,42    | Анастасия Григорьева Санкт-Петербург                                                              | 7,45    |
| 400 м            | Екатерина Реньжина Москва Тульская область                                                | 52,79   | Татьяна Зотова Ульяновская область                                            | 53,47   | Валерия Храмова Самарская область                                                                 | 53,74   |
| 800 м            | Светлана Улога Татарстан                                                                  | 2.02,53 | Елена Котульская Москва                                                       | 2.02,60 | Александра Гуляева Москва Ивановская область                                                      | 2.02,88 |
| 1500 м           | Елена Коробкина Москва Липецкая область                                                   | 4.11,57 | Анна Щагина Москва                                                            | 4.11,96 | Анастасия Калина Московская область Санкт-Петербург                                               | 4.11,98 |
| 3000 м           | Елена Коробкина Москва Липецкая область                                                   | 8.59,34 | Екатерина Ишова Московская область Чувашия                                    | 8.59,84 | Анна Ильина Москва Чувашия                                                                        | 9.00,73 |
| 60 м с барьерами | Анастасия Николаева Московская область Самарская область                                  | 8,15    | Юлия Кондакова Москва Санкт-Петербург                                         | 8,20    | Вероника Червинская Свердловская область                                                          | 8,24    |
| Прыжок в высоту  | Мария Кучина Московская область Кабардино-Балкария                                        | 2,03 м  | Кристина Королёва Липецкая область Кемеровская область                        | 1,91 м  | Наталья Аксёнова Алтайский край                                                                   | 1,91 м  |
| Прыжок с шестом  | Анжелика Сидорова Москва Чувашия                                                          | 4,70 м  | Ольга Муллина Москва Санкт-Петербург                                          | 4,60 м  | Ангелина Краснова Москва Иркутская область                                                        | 4,50 м  |
| Прыжок в длину   | Елена Соколова Москва Белгородская область                                                | 6,46 м  | Марина Бучельникова Москва                                                    | 6,44 м  | Екатерина Халютина Москва Челябинская область                                                     | 6,36 м  |
| Тройной прыжок   | Ирина Гуменюк Санкт-Петербург                                                             | 14,02 м | Виктория Прокопенко Москва Санкт-Петербург                                    | 14,00 м | Анна Крылова Татарстан                                                                            | 13,83 м |
| Толкание ядра    | Евгения Соловьёва Московская область Челябинская область                                  | 17,85 м | Анна Авдеева Самарская область                                                | 17,21 м | Алёна Бугакова Москва Тверская область                                                            | 17,08 м |
| Эстафета 4×200 м | Москва · Евгения Полякова · Елизавета Аникиенко · Александра Тарасова · Марина Пантелеева | 1.34,84 | Краснодарский край · Юлия Кацура · Рута Лабус · Нина Морозова · Полина Миллер | 1.35,02 | Санкт-Петербург · Ольга Харитонова · Елизавета Федосеева · Светлана Титова · Анастасия Григорьева | 1.36,92 |

## Чемпионат России по бегу на 1 милю
Чемпионат России по бегу на 1 милю в помещении состоялся 21 января 2017 года в Оренбурге в легкоатлетическом манеже ОГПУ. Соревнования прошли в рамках Всероссийских соревнований «Оренбургская миля». На старт вышли 7 мужчин и 4 женщины. Александра Гуляева показала лучший результат сезона в мире — 4.31,19.

### Мужчины
| Дисциплина         | Золото                                            | Золото  | Серебро                              | Серебро | Бронза                       | Бронза  |
| ------------------ | ------------------------------------------------- | ------- | ------------------------------------ | ------- | ---------------------------- | ------- |
| 1 миля (1609,34 м) | Вильдан Гадельшин Башкортостан Московская область | 4.13,70 | Дмитрий Науменко Челябинская область | 4.14,74 | Тагир Хайруллин Башкортостан | 4.17,00 |

### Женщины
| Дисциплина         | Золото                                       | Золото  | Серебро                                             | Серебро | Бронза                             | Бронза  |
| ------------------ | -------------------------------------------- | ------- | --------------------------------------------------- | ------- | ---------------------------------- | ------- |
| 1 миля (1609,34 м) | Александра Гуляева Москва Ивановская область | 4.31,19 | Анастасия Калина Московская область Санкт-Петербург | 4.32,73 | Ольга Горяева Оренбургская область | 4.56,69 |

## Чемпионат России по многоборьям
Чемпионы страны в мужском семиборье и женском пятиборье определились 15—17 февраля 2017 года в Смоленске в легкоатлетическом манеже СГАФКСТ. Один из главных фаворитов соревнований, действующий чемпион Европы и России в помещении Илья Шкуренёв, сделал три заступа в прыжке в длину, после чего лишился шансов на высокое место. В соревнованиях женщин 20-летняя Мария Павлова впервые в карьере стала чемпионкой страны.

### Мужчины
| Дисциплина | Золото                          | Золото    | Серебро                                  | Серебро    | Бронза                                              | Бронза     |
| ---------- | ------------------------------- | --------- | ---------------------------------------- | ---------- | --------------------------------------------------- | ---------- |
| Семиборье  | Павел Руднев Ростовская область | 5962 очка | Евгений Лиханов Москва Красноярский край | 5875 очков | Роман Кондратьев Краснодарский край Санкт-Петербург | 5814 очков |

### Женщины
| Дисциплина | Золото                  | Золото     | Серебро                                  | Серебро    | Бронза                                    | Бронза     |
| ---------- | ----------------------- | ---------- | ---------------------------------------- | ---------- | ----------------------------------------- | ---------- |
| Пятиборье  | Мария Павлова Татарстан | 4367 очков | Елена Ермолина Краснодарский край Адыгея | 4178 очков | Елизавета Аксёнова Москва Санкт-Петербург | 3995 очков |